# Ex’Act
Ex’Act ist das dritte Studioalbum der koreanisch-chinesischen Boygroup Exo. Es erschien Digital am 9. Juni 2016 unter SM Entertainment. Mitte August 2016 wurde das Album unter dem Namen Lotto wiederveröffentlicht. Es ist Exos drittes Album, das sich über eine Million Mal verkaufen konnte und ihr viertes wofür sie den Album of the Year Award bei den Mnet Asian Music Awards erhielten.

## Hintergrund
Ende Mai 2016 wurde Exos drittes Studioalbum angekündigt. Anfang Juni wurde der Albumtitel bekannt gegeben und zwei Singles, Monster und Lucky One angekündigt. Ex’Act und die Singles Monster und Lucky One erschienen am 9. Juni 2016 Digital. Am 12. August 2016 wurde Lotto, eine Wiederveröffentlichung des Albums angekündigt. Lotto erschien am 18. August 2016.

## Singles
Monster konnte sich auf der eins der südkoreanischen Gaon-Single-Charts und den US-amerikanischen World Digital Songs platzieren. Lucky One stieg auf die fünf der südkoreanischen und drei der World Digital Songs Chart ein. Monster wurde von Kim Yeon Jung und LDN Noise geschrieben und produziert. Das Lied behandelt eine Person, die sich übermäßig auf einen Liebhaber fixiert. In Lucky One versucht ein Mann die wahre Liebe zu finden. Monster konnte sich über eine Million und Lucky One über 400.000 mal in Südkorea verkaufen.
In Lotto beschreibt Exo das Gefühl eines Mannes, der die Liebe seines Lebens gefunden hat und sich so fühlt als hätte er in der Lotterie gewonnen. Das Lied wurde von JQ, Seolim, Jo Yoon-kyung und Kim Min-ji verfasst und produziert. Lotto konnte sich auf der zwei der südkoreanischen Gaon-Single-Charts platzieren.

## Titelliste
| Nr.          | Titel                              | Text                                       | Musik | Länge |
| ------------ | ---------------------------------- | ------------------------------------------ | --- | ----- |
| 1.           | Lucky One                          | JQ · Seolim · Choi Jin-seon · Jang Yeo-jin | LDN Noise · Andrew Choi · Adrian Mckinnon                                                                           | 3:47  |
| 2.           | Monster                            | Kim Yeon Jung · Deepflow                   | LDN Noise · Rodnae Bell · Kim Yeon Jung                                                                             | 3:41  |
| 3.           | Artificial Love                    | JQ · Seolim · Ji Ye-won                    | Timothy Bullock · Adrian Mckinnon · Tay Jasper · MZMC                                                               | 4:05  |
| 4.           | Cloud 9                            | Misfit                                     | Dwayne Abernathy, Jr. · Ryan S. Jhun · Ericka Coulter · Deez                                                        | 4:01  |
| 5.           | Heaven                             | Park Chanyeol · Min Yeon-jae               | The Stereotypes · Clarence Coffee Jr. · Kim Tae-seong                                                               | 3:45  |
| 6.           | White Noise (백색소음 / 白色噪音)  | Seo Ji-eum                                 | LDN Noise · Adrian Mckinnon · Rodnae Bell                                                                           | 3:32  |
| 7.           | One and Only (유리어항 / 玻璃鱼缸) | Park Seong-hee                             | Joe Foster · Carl Days Jr. · Otha Davis III                                                                         | 3:49  |
| 8.           | They Never Know                    | Jo Yoon-kyung · Wang Jung-un               | Paul Thompson · De-Capo Music Group & Rod Bonner · Jamil Chammas · Adrian Mckinnon · Tay Jasper · Leven Kali · Otha | 3:33  |
| 9.           | Stronger                           | JQ · Seolim                                | Shim Jae-won · Shaun · Wilbart "Vedo" McCoy III · Paul "Marz" Thompson · MZMC · Otha "Vakseen" Davis III            | 3:46  |
| 10.          | Lucky One (Instrumental)           |                                            | LDN Noise · Andrew Choi · Adrian Mckinnon                                                                           | 3:47  |
| 11.          | Monster (Instrumental)             |                                            | Kim Yeon Jung · LDN Noise · Rodnae Bell                                                                             | 3:40  |
| Gesamtlänge: | Gesamtlänge:                       | Gesamtlänge:                               | Gesamtlänge: | 41:26 |

| \| Nr. \| Titel \| Text \| Musik \| \| Länge \| \| ------------ \| -------------------------------------- \| ------------------------------------------ \| ------------------------------------------------------------------------------------------------------------------- \| ----------------------------------------- \| ----- \| \| 1. \| Lucky One \| JQ · Seolim · Choi Jin-seon · Jang Yeo-jin \| LDN Noise · Andrew Choi · Adrian Mckinnon \| \| 3:47 \| \| 2. \| Monster \| Kim Yeon Jung · Deepflow \| LDN Noise · Rodnae Bell · Kim Yeon Jung \| \| 3:41 \| \| 3. \| Artificial Love \| JQ · Seolim · Ji Ye-won \| Timothy Bullock · Adrian Mckinnon · Tay Jasper · MZMC \| \| 4:05 \| \| 4. \| Cloud 9 \| Misfit \| Dwayne Abernathy, Jr. · Ryan S. Jhun · Ericka Coulter · Deez \| \| 4:01 \| \| 5. \| Heaven \| Park Chanyeol · Min Yeon-jae \| The Stereotypes · Clarence Coffee Jr. · Kim Tae-seong \| \| 3:45 \| \| 6. \| White Noise (백색소음 / 白色噪音) \| Seo Ji-eum \| LDN Noise · Adrian Mckinnon · Rodnae Bell \| \| 3:32 \| \| 7. \| One and Only (유리어항 / 玻璃鱼缸) \| Park Seong-hee \| Joe Foster · Carl Days Jr. · Otha Davis III \| \| 3:49 \| \| 8. \| They Never Know \| Jo Yoon-kyung · Wang Jung-un \| Paul Thompson · De-Capo Music Group & Rod Bonner · Jamil Chammas · Adrian Mckinnon · Tay Jasper · Leven Kali · Otha \| \| 3:33 \| \| 9. \| Stronger \| JQ · Seolim \| Shim Jae-won · Shaun · Wilbart "Vedo" McCoy III · Paul "Marz" Thompson · MZMC · Otha "Vakseen" Davis III \| \| 3:46 \| \| 10. \| Lotto \| \| JQ · Seolim · Jo Yoon-kyung · Kim Min-ji \| LDN Noise · Adrian McKinnon · Rodnae Bell \| 3:09 \| \| 11. \| Can’t Bring Me Down \| Young-hu Kim \| Droyd · Adrian Mckinnon · Tay Jasper · Kameron Alexander · Otha Davis III · MZMC \| \| 3:06 \| \| 12. \| She’s Dreaming \| Young-hu Kim \| Jay Kim · Erin Kim · Im Kwang-wook \| \| 4:06 \| \| 13. \| Monster (LDN Noise Creeper Bass Remix) \| Kim Yeon Jung · Deepflow \| Kim Yeon Jung · LDN Noise · Rodnae Bell \| \| 4:05 \| \| Gesamtlänge: \| Gesamtlänge: \| Gesamtlänge: \| Gesamtlänge: \| Gesamtlänge: \| 48:20 \| |                                        |                                            | |                                           |       |
| Nr. | Titel                                  | Text                                       | Musik |                                           | Länge |
| 1. | Lucky One                              | JQ · Seolim · Choi Jin-seon · Jang Yeo-jin | LDN Noise · Andrew Choi · Adrian Mckinnon                                                                           |                                           | 3:47  |
| 2. | Monster                                | Kim Yeon Jung · Deepflow                   | LDN Noise · Rodnae Bell · Kim Yeon Jung                                                                             |                                           | 3:41  |
| 3. | Artificial Love                        | JQ · Seolim · Ji Ye-won                    | Timothy Bullock · Adrian Mckinnon · Tay Jasper · MZMC                                                               |                                           | 4:05  |
| 4. | Cloud 9                                | Misfit                                     | Dwayne Abernathy, Jr. · Ryan S. Jhun · Ericka Coulter · Deez                                                        |                                           | 4:01  |
| 5. | Heaven                                 | Park Chanyeol · Min Yeon-jae               | The Stereotypes · Clarence Coffee Jr. · Kim Tae-seong                                                               |                                           | 3:45  |
| 6. | White Noise (백색소음 / 白色噪音)      | Seo Ji-eum                                 | LDN Noise · Adrian Mckinnon · Rodnae Bell                                                                           |                                           | 3:32  |
| 7. | One and Only (유리어항 / 玻璃鱼缸)     | Park Seong-hee                             | Joe Foster · Carl Days Jr. · Otha Davis III                                                                         |                                           | 3:49  |
| 8. | They Never Know                        | Jo Yoon-kyung · Wang Jung-un               | Paul Thompson · De-Capo Music Group & Rod Bonner · Jamil Chammas · Adrian Mckinnon · Tay Jasper · Leven Kali · Otha |                                           | 3:33  |
| 9. | Stronger                               | JQ · Seolim                                | Shim Jae-won · Shaun · Wilbart "Vedo" McCoy III · Paul "Marz" Thompson · MZMC · Otha "Vakseen" Davis III            |                                           | 3:46  |
| 10. | Lotto                                  |                                            | JQ · Seolim · Jo Yoon-kyung · Kim Min-ji                                                                            | LDN Noise · Adrian McKinnon · Rodnae Bell | 3:09  |
| 11. | Can’t Bring Me Down                    | Young-hu Kim                               | Droyd · Adrian Mckinnon · Tay Jasper · Kameron Alexander · Otha Davis III · MZMC                                    |                                           | 3:06  |
| 12. | She’s Dreaming                         | Young-hu Kim                               | Jay Kim · Erin Kim · Im Kwang-wook                                                                                  |                                           | 4:06  |
| 13. | Monster (LDN Noise Creeper Bass Remix) | Kim Yeon Jung · Deepflow                   | Kim Yeon Jung · LDN Noise · Rodnae Bell                                                                             |                                           | 4:05  |
| Gesamtlänge: | Gesamtlänge:                           | Gesamtlänge:                               | Gesamtlänge: | Gesamtlänge:                              | 48:20 |

### Charts und Chartplatzierungen
Ex’Act
| ChartsChartplatzierungen | Höchstplatzierung | Wochen |
| ------------------------ | ----------------- | ------ |
| Südkorea (KMCA)          | 1 (91 Wo.)        | 91     |

| ChartsJahrescharts (2016) | Platzierung |
| ------------------------- | ----------- |
| Südkorea (KMCA)           | 2           |

Lotto
| ChartsChartplatzierungen | Höchstplatzierung | Wochen |
| ------------------------ | ----------------- | ------ |
| Südkorea (KMCA)          | 1 (128 Wo.)       | 128    |

| ChartsJahrescharts (2016) | Platzierung |
| ------------------------- | ----------- |
| Südkorea (KMCA)           | 9           |

## Auszeichnungen
| Auszeichnung            | Nominierung               | Kategorie                                | Ergebnis  | Ref.   |
| ----------------------- | ------------------------- | ---------------------------------------- | --------- | ------ |
| Melon Music Awards      | Ex’Act                    | Album of the Year                        | Gewonnen  | [ 18 ] |
| Melon Music Awards      | Monster                   | Best Male Dance                          | Gewonnen  | [ 18 ] |
| Mnet Asian Music Awards | Ex’Act                    | Album of the Year                        | Gewonnen  | [ 19 ] |
| Mnet Asian Music Awards | Monster                   | Song of the Year                         | Nominiert | [ 19 ] |
| Golden Disk Awards      | Ex’Act                    | Disk Bonsang                             | Gewonnen  | [ 20 ] |
| Golden Disk Awards      | Ex’Act                    | Disk Daesang                             | Gewonnen  | [ 20 ] |
| Golden Disk Awards      | Monster                   | Digital Bonsang                          | Gewonnen  | [ 20 ] |
| Gaon Chart Music Awards | Ex’Act (Koreanische ver.) | Artist of the Year (Album) – 2nd Quarter | Gewonnen  | [ 21 ] |
| Gaon Chart Music Awards | Ex’Act (Chinesische ver.) | Artist of the Year (Album) – 2nd Quarter | Nominiert | [ 21 ] |
| Gaon Chart Music Awards | Lotto (Koreanische ver.)  | Artist of the Year (Album) – 3rd Quarter | Gewonnen  | [ 21 ] |
| Gaon Chart Music Awards | Lotto (Chinesische ver.)  | Artist of the Year (Album) – 3rd Quarter | Nominiert | [ 21 ] |
| Gaon Chart Music Awards | Monster                   | Artist of the Year (Digital) – June      | Nominiert | [ 21 ] |

### Musik Programme
| Lied    | Programm            | Datum             | Ref.   |
| ------- | ------------------- | ----------------- | ------ |
| Monster | M Countdown (Mnet)  | 16. Juni 2016     | [ 22 ] |
| Monster | M Countdown (Mnet)  | 23. Juni 2016     | [ 23 ] |
| Monster | M Countdown (Mnet)  | 30. Juni 2016     | [ 24 ] |
| Monster | Music Bank (KBS)    | 17. Juni 2016     | [ 25 ] |
| Monster | Music Bank (KBS)    | 24. Juni 2016     | [ 25 ] |
| Monster | Music Bank (KBS)    | 1. Juli 2016      | [ 25 ] |
| Monster | Inkigayo (SBS)      | 19. Juni 2016     | [ 26 ] |
| Monster | Inkigayo (SBS)      | 26. Juni 2016     | [ 26 ] |
| Monster | Show Champion (MBC) | 22. Juni 2016     | [ 27 ] |
| Lotto   | M Countdown (Mnet)  | 25. August 2016   | [ 28 ] |
| Lotto   | M Countdown (Mnet)  | 1. September 2016 | [ 29 ] |
| Lotto   | Music Bank (KBS)    | 26. August 2016   | [ 25 ] |
| Lotto   | Music Bank (KBS)    | 2. September 2016 | [ 25 ] |
| Lotto   | Inkigayo (SBS)      | 28. August 2016   | [ 30 ] |
| Lotto   | Inkigayo (SBS)      | 4. September 2016 | [ 31 ] |
| Lotto   | Show Champion (MBC) | 31. August 2016   | [ 32 ] |